# Harry Perry
Harold Arthur Perry (Washington D. C., Estados Unidos; 19 de mayo de 1951) es un músico callejero, muy famoso por interpretar su música con una guitarra eléctrica, en patines en línea, por las calles de Venice Beach, California. Por lo general lleva un turbante, que es parte de la vestimenta que usa a menudo.

## Biografía

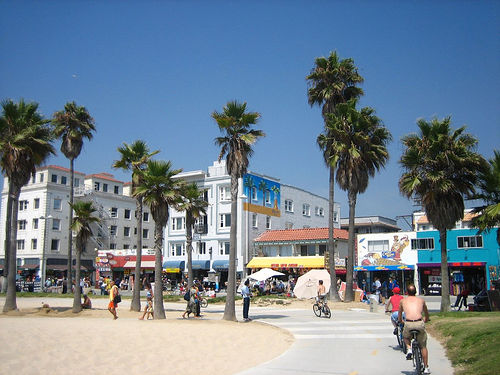
Venice Beach.

Después de crecer en Míchigan y grabar con su primera banda allí, Harry Perry comenzó interpretando sus canciones originales y composiciones de guitarra en Venice Beach en 1973. Además de ser considerado el músico más famoso de Venice Beach, es uno de los patinadores más conocidos de la zona. A lo largo de casi cuatro décadas,  Venice Beach se convirtió en una atracción turística de fama mundial donde una variedad de artistas realiza y vende diversas mercancías relacionadas con sus artes creativos, tales como CDs y camisetas. Actualmente Harry Perry, pasea con su guitarra tocando su música y se ha vuelto un icono a nivel regional en el Estado de California.

## Discografía
- Video Commander (Álbum) (2006)..

1. "Xman Can't Save Me Now"
2. "Queen Of Robot World"
3. "Time Travel Freaks"
4. "Love Jet"
5. "Hot Rod Lincoln"
6. "Intro To Invaders"
7. "Video Commander"
8. "Music Maker"
9. "Guiding Forces"
10. "Gambling Man"

- Greatest Hits Of The Millennium (Álbum) (2007)..

1. "Heads of Skins"
2. "Invaders"
3. "Nam Myoho Renge Kyo"
4. "World of Freaks"
5. "Out of Control"
6. "Message"
7. "Zoo Man"
8. "How Soon is Now?"
9. "Zoo Man (Reprise)"